# Protěž
Protěž (Gnaphalium) je velmi rozšířený rod rostlin, které se vyskytují téměř ve všech částech světa. Je tvořen asi 80 druhy, z nichž více než polovina se vyskytuje jen ve Střední a Jižní Americe. Název rodu Gnaphalium pochází z řečtiny a znamená plst nebo srst. Odkazuje na jemné chloupky které jsou charakteristické pro většinu druhů.

## Ekologie
Protěže nejčastěji vyrůstají na vlhkých plochách s rozvolněnými porosty, např. v polích, světlých lesích, na mýtinách nebo pastvinách a v místech do určité míry ovlivňovaných lidskou činností. Objevují se jako plevelné pionýrské rostliny, které s postupným zarůstáním stanoviště ustupují konkurenčně úspěšnějším rostlinám. Mnohé druhy se vyskytují také v horských oblastech.

## Popis
Rod protěž tvoří jednoleté, dvouleté nebo vytrvalé byliny a ojediněle i polokeře. Lodyhu mívají jednoduchou nebo větvenou, přímou neb poléhavou a následně vystoupavou. Jsou porostlé listy střídavými, jednoduchými a celokrajnými které bývají plstnaté až vlnaté. Drobné a nenápadné květní úbory vytvářejí různá květenství, může to být strboul, hrozen, klas či lata; jen zřídkakdy vyrůstají jednotlivě. Květní lůžko je ploché nebo vyklenuté a nese drobné květy. Méně početné střední květy jsou oboupohlavné a mají pětilaločnou, úzce nálevkovitou korunu. Vnější samičí květy jsou četnější a jejich vláknitá koruna je nahnědlá až červená či žlutá. Víceřadý zákrov mívá tvar vejčitý, zvonkovitý nebo trubkovitý. Zákrovní listeny, vejčité či podlouhlé, jsou průsvitné, bělavé, nažloutlé či nahnědlé.
Květy bývají opylovány hmyzem z řádů blanokřídlých a dvoukřídlých. Častá jsou také samoopylení nebo opylení geneticky identickým pylem z květů stejného úborů, ta ale nesnižují počty nasazených plodů. Poměrně malé nažky jsou světle hnědé, chlupaté nebo lysé a mají jednořadý chmýr. Lehké nažky jsou dobře rozšiřovány větrem nebo přichycením na zvířata, jedná rostlina jich mívá i tisíce. Vytrvalé druhy se do kratších vzdáleností rozrůstají i oddenky. Chromozomové číslo rodu je x = 7.

## Taxonomie
V České republice rostou tyto čtyři druhy protěže:
- protěž norská (Gnaphalium norvegicum) Gunnerus
- protěž nízká (Gnaphalium supinum) L.
- protěž lesní (Gnaphalium sylvaticum) L.
- protěž bažinná (Gnaphalium uliginosum) L.

Z nich je v Česku nejvíce rozšířena protěž lesní, naopak protěž nízká je považována za kriticky ohrožený druh.
Mimo tyto druhy roste v české přírodě ještě
- protěž žlutobílá (Pseudognaphalium luteoalbum) (L.) Hilliard et B. L. Burtt.

Tento druh který byl v minulosti přemístěn do nového rodu Pseudognaphalium který má shodné české pojmenování „protěž“ nebo nověji „protěžka“. Protěž žlutobílá je také hodnocena jako druh kriticky ohrožený.

## Význam
Některé druhy protěže bývají užívány v lidovém léčitelství. V rostlinách se nejčastěji nacházejí různé flavonoidy které jsou hlavními zdroji léčebných účinků. Odstraňují propustnost a křehkost stěn buněčných membrán, z toho plyne tradovaná účinnost proti krvácivosti, otokům a křečím. Mají také antibakteriální účinky, schopnost působit močopudně, zvyšovat vylučování žlučí a vázat volné radikály.